# Blakeslee
Blakeslee és una població dels Estats Units a l'estat d'Ohio. Segons el cens del 2000 tenia 130 habitants.

## Demografia
Segons el cens del 2000, Blakeslee tenia 130 habitants, 48 habitatges, i 34 famílies. La densitat de població era de 456,3 habitants per km².
Dels 48 habitatges en un 37,5% hi vivien nens de menys de 18 anys, en un 58,3% hi vivien parelles casades, en un 10,4% dones solteres, i en un 27,1% no eren unitats familiars. En el 22,9% dels habitatges hi vivien persones soles el 8,3% de les quals corresponia a persones de 65 anys o més que vivien soles. El nombre mitjà de persones vivint en cada habitatge era de 2,71 i el nombre mitjà de persones que vivien en cada família era de 3,17.
Per edats la població es repartia de la següent manera: un 33,1% tenia menys de 18 anys, un 9,2% entre 18 i 24, un 29,2% entre 25 i 44, un 16,2% de 45 a 60 i un 12,3% 65 anys o més.
L'edat mediana era de 29 anys. Per cada 100 dones de 18 o més anys hi havia 85,1 homes.
La renda mediana per habitatge era de 43.750 $ i la renda mediana per família de 45.250 $. Els homes tenien una renda mediana de 32.250 $ mentre que les dones 20.000 $. La renda per capita de la població era de 16.738 $. Cap de les famílies i l'1,7% de la població estaven per davall del llindar de pobresa.

## Poblacions més properes
El següent diagrama mostra les poblacions més properes.